# Béryl Laramé
Béryl Laramé (ur. 1 lipca 1973) – seszelska lekkoatletka, która specjalizowała się w skoku w dal.
w 1996 roku uczestniczyła w igrzyskach olimpijskich - z wynikiem 3,88 nie awansowała do finału. Bez powodzenia startowała w roku 1993 w mistrzostwach świata. Dwukrotna medalistka mistrzostw Afryki - Yaoundé 1996 oraz Algier 2000. Wielokrotna złota medalistka mistrzostw Seszeli. Rekord życiowy: 6,24 (17 czerwca 1995, Antananarivo).